# Unguía
Unguía là một khu tự quản thuộc tỉnh Chocó, Colombia. Thủ phủ của khu tự quản Unguía đóng tại Unguía Khu tự quản Unguía có diện tích 1307 ki lô mét vuông. Đến thời điểm ngày 28 tháng 5 năm 2005, khu tự quản Unguía có dân số 11666 người.